# Gabrijela Pejčev
Gabrijela Pejčev (Dimitrovgrad, 10. mart 1992) je srpska pevačica.

## Biografija
Gabrijela je rođena 10. marta 1992. godine u Dimitrovgradu, gde je i odrasla. U osnovnoj školi je pevala u horu, a aktivno se počela baviti muzikom u srednjoj školi – gimnaziji. U Sofiji je studirala bugarski jezik i književnost. Na sebe je skrenula pažnju učešćem u muzičkom takmičenju Pinkove zvezde, gde je najviše izvodila pesme Svetlane Cece Ražnatović. 
U decembru 2015. objavila je i svoju prvu pesmu radnog naziva Ne dam nikom da me zeza. Te iste godine je bila i učesnica rijalitija Farma 6, gde je osvojila peto mesto. Na koncertu Miroslava Ilića 2016. u Bugarskoj, kao jedan od specijalnih gostiju, pojavila se i Gabrijela. U februaru 2017. objavila je i drugu pesmu Nisam udata.
Gabrijela je dobila i angažman u filmu Južni vetar, koji otvara izvodeći pesmu Luda po tebe bugarske pevačice Kamelije. U pripremi je i duetska pesma Krv ti kaplje sa oreola sa pevačem Nikolom Mićovićem (2018). Sa Acom Živanovićem objavila je duetsku pesmu Ja te još uvek volim (2019). Bila je u vezi sa pevačem Stefanom Živojinevićem, sinom Lepe Brene.

## Diskografija
Singlovi
- Ne dam nikom da me zeza (2015)
- Nisam udata (2017)
- Luda po tebe (2018) na bugarskom jeziku, obrada Kamelijine pesme, saundtrak filma Južni vetar
- Na pola (2018) sa Nikola Mićović
- Ja te još uvek volim (2019) sa Acom Živanovićem
- Motel (2020) sa Anid Ćušić
- Đubre otmeno (2021)
- Slaba tačka (2023)

## Spoljašnje veze
- Gabrijela Pejčev na sajtu  (jezik: engleski)